# Plagodis propoecila
Plagodis propoecila là một loài bướm đêm trong họ Geometridae.